# Hrabstwo Hood

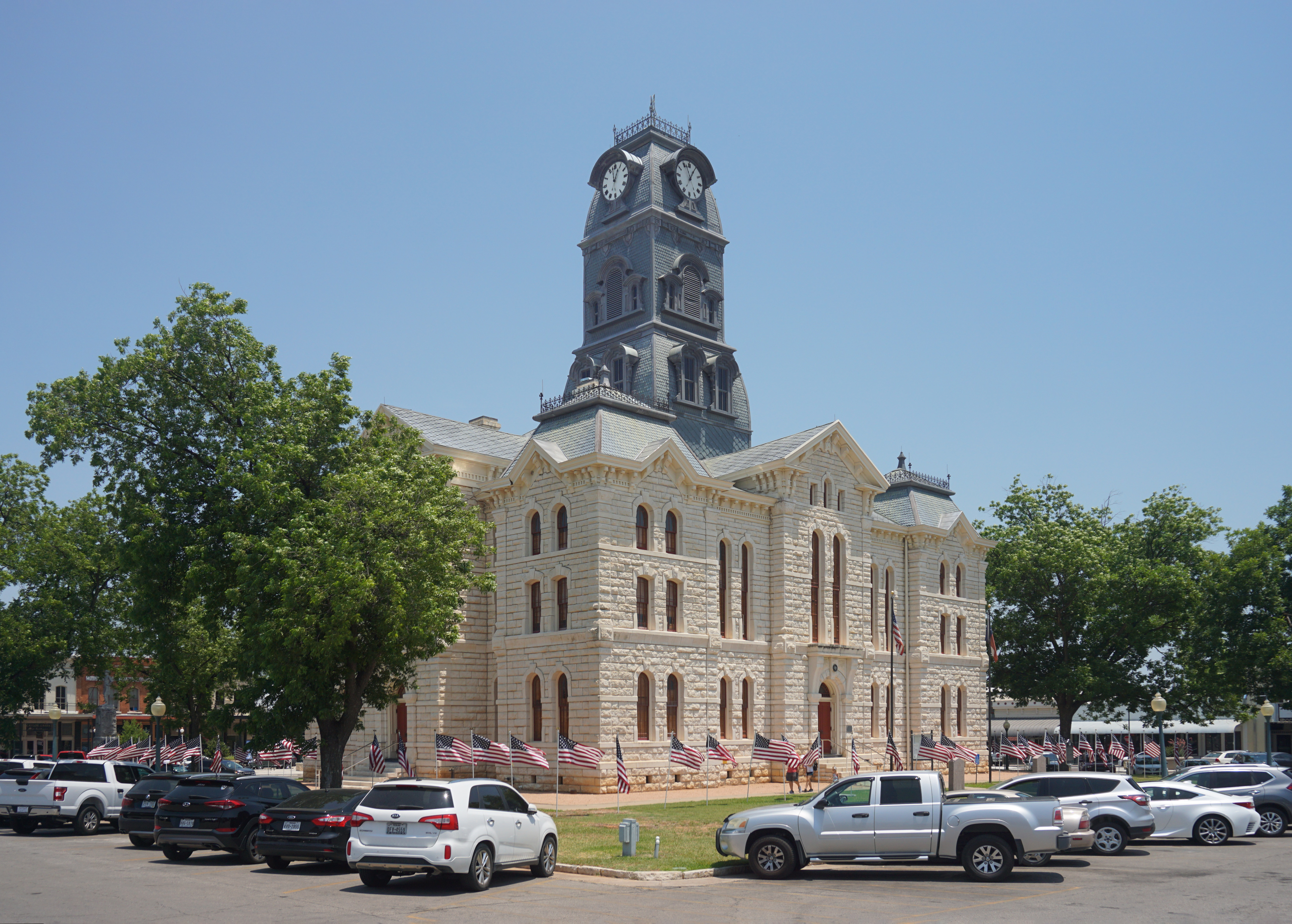
Sąd hrabstwa Hood w Granbury

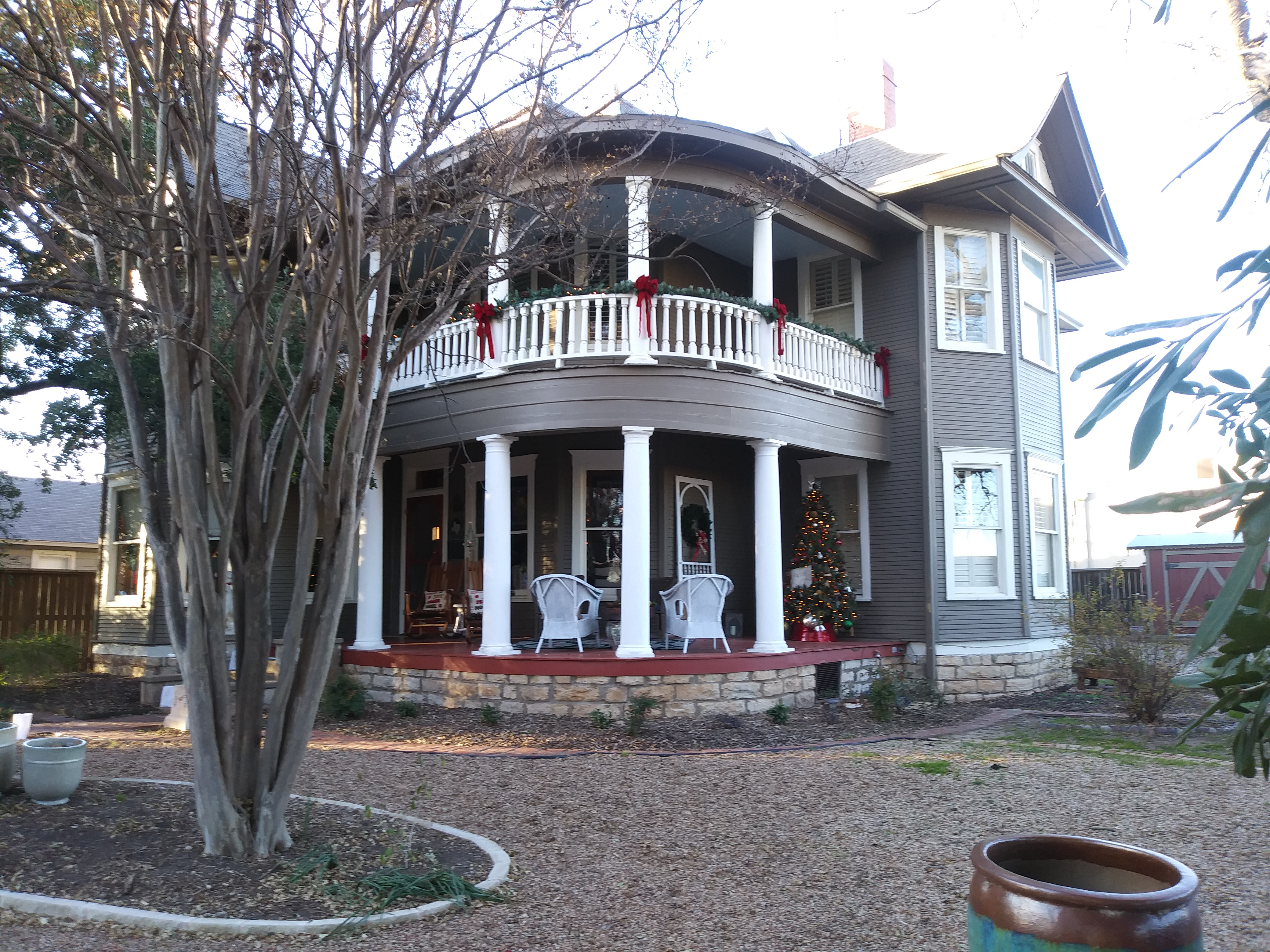
Zabytkowy budynek (1907) w Granbury

Hrabstwo Hood – hrabstwo położone w USA, w stanie Teksas. Utworzone w 1866 r. Siedzibą hrabstwa jest miasto Granbury. Według spisu w 2020 roku liczyło 61,6 tys. mieszkańców. Obejmuje południowo–zachodnią część metroplexu Dallas–Fort Worth. 
82,4% mieszkańców hrabstwa stanowią białe społeczności nielatynoskie, co jest najwyższym odsetkiem w aglomeracji Dallas–Fort Worth (dane z 2022). 

## Gospodarka
Średni dochód gospodarstwa domowego (dane z 2022) w hrabstwie wynosi 80 013 dolarów, zaś dochód na mieszkańca 41 729 dolarów. 9,8% mieszkańców żyje poniżej relatywnej granicy ubóstwa. Jest to hrabstwo przeważnie wiejskie, którego gospodarka opiera się na handlu detalicznym, emerytach, turystyce i wydobyciu gazu ziemnego. 
Chociaż rolnictwo nie odgrywa dużej roli w gospodarce hrabstwa, to główny dochód pochodzi z uprawy darni (33. miejsce w stanie – 2022). Ponadto orzechy pekan, konie, akwakultura, kozy, trzoda chlewna i produkcja siana zaznaczają swoją obecność. 

## Sąsiednie hrabstwa
- Hrabstwo Parker (północ)
- Hrabstwo Johnson (wschód)
- Hrabstwo Somervell (południe)
- Hrabstwo Erath (zachód)
- Hrabstwo Palo Pinto (północny zachód)

## Miasta
- Brazos Bend
- Cresson
- DeCordova
- Granbury
- Lipan
- Tolar

## CDP
- Canyon Creek
- Oak Trail Shores
- Pecan Plantation

## Demografia
W latach 2010–2020 populacja hrabstwa wzrosła o 20,4% do 61,6 tys. mieszkańców. Według danych pięcioletnich z 2022 roku, 89% mieszkańców stanowili biali (82,4% nie licząc Latynosów), 13,1% Latynosi, 1% czarni lub Afroamerykanie, 7,2% było rasy mieszanej, 0,9% miało pochodzenie azjatyckie, 0,5% stanowiła rdzenna ludność Ameryki i 0,04% pochodziło z wysp Pacyfiku.
Do największych grup należały osoby pochodzenia: „amerykańskiego” (16,1%), angielskiego (14%), niemieckiego (12%), meksykańskiego (12%), irlandzkiego (9,9%) i szkockiego lub szkocko–irlandzkiego (4,2%).

## Religia
Według danych spisowych z 2020 roku, religijność hrabstwa zdominowana jest przez wspólnoty protestanckie (gł. baptystyczne, metodystyczne, campbellitów, zielonoświątkowców i innych ewangelikalnych). 8,7% to katolicy, 1,5% mormoni i 0,62% świadkowie Jehowy. 